# Мегафон Login (смартфон)

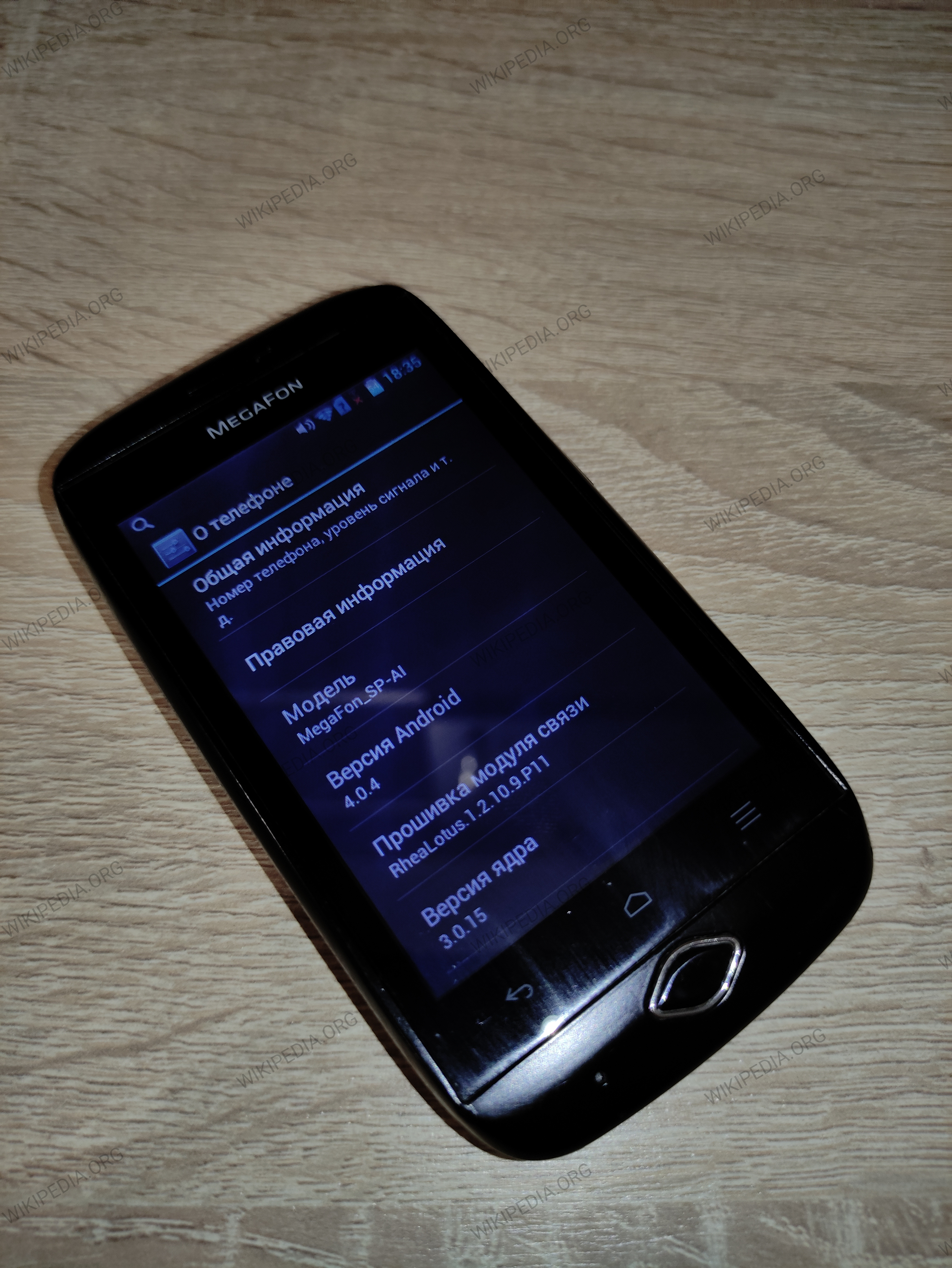

МегаФон Login — первый (по времени начала производства) смартфон серии МегаФон Login. Смартфон Login может использоваться только с SIM-картой сети МегаФон. Производится по заказу ОАО МегаФон компанией Teleway Information Technology (HongKong) Co., Ltd.
Основным достоинством смартфона называется его крайне низкая для этого класса продуктов цена при нормальной производительности. В апреле 2014 года вышел преемник смартфона МегаФон Login — МегаФон Login 2.

## Смартфон

### Экран
3,5-дюймовый дисплей получил разрешение 480х320 пикселей и матрицу TFT с малыми углами обзора, слабым запасом яркости и неудачной цветопередачей.

### Аппаратная часть
Смартфон оснащен сенсорным экраном с диагональю 3,5 дюйма и разрешением 320x480 пикселей. Сердце смартфона — процессор Broadcom с тактовой частотой 1Ггц, он дополнен 512 МБ оперативной памяти. Из 4 гигабайт встроенной памяти 2 гигабайта доступно для хранения пользовательских данных и загруженных приложений. Объём доступной памяти может быть существенно расширен при помощи карты microSD.
Также предусмотрены 3,2 Мп фотокамера со вспышкой, встроенный приемник GPS/ГЛОНАСС, FM-радио с RDS, поддержка сетей 3G, беспроводных протоколов Wi-Fi (802.11 b/g/n) и Bluetooth 3.0. В качестве дополнительной опции покупателям смартфона Login от «МегаФона» предлагаются сменные пластиковые панели, выполненные в шести цветах.

### Программная часть
На смартфон установлена операционная система Android версии 4.0.4. Есть возможность запустить подавляющее большинство приложений из Google Play.

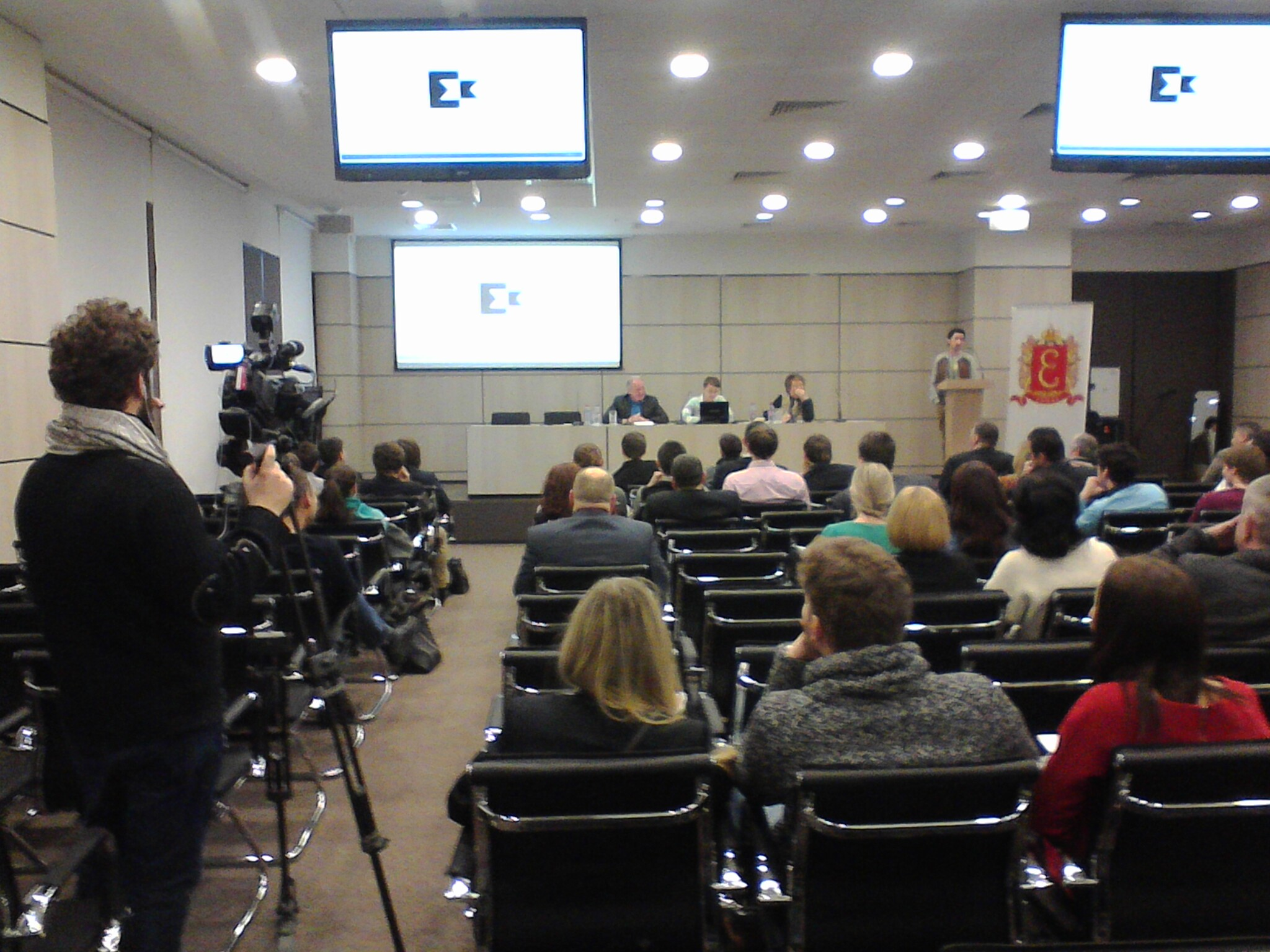
Пример работы камеры

### Камера
Камера подойдет для съемки видео и пейзажных фотографий при хороших условиях освещения. Также ею можно фотографировать документы.

### Аккумулятор
Зарядное устройство выдаёт 1,5 А;
Ёмкость аккумулятора — 1300 мА•ч. Это около 9 часов разговора, 8 часов просмотра фильмов или 125 часов в режиме ожидания.

### Комплектация
Комплектация:
- Аккумуляторная батарея;
- USB-MicroUSB шнур;
- Зарядное устройство;
- Руководство пользователя;
- Проводная гарнитура.